# وسط القوس
وسط القوس أو دلتا الرامي Delta Sagittarii اسمه التقليدي Kaus Media مشتق من الاسم العربي. هو نظام نجمي في كوكبة الرامي. يبعد 306 سنة ضوئية عن الأرض وضيائه أكثر من ضياء الشمس بـ 1180 مرة ونصف قطره يعادل 62 ضعف من قطر الشمس وكتلته تعادل خمس أضعاف كتلة الشمس.
يعتبر القوس المتوسط B النجم الرابع عشر من حيث القدر الظاهري ويفصل عن الرئيسي بـ 26 ثانية قوسية
يعتبر القوس المتوسط C النجم الخامس عشر من حيث القدر الظاهري ويفصل عن الرئيسي بـ 40 ثانية قوسية
يعتبر القوس المتوسط D النجم الثالث عشر من حيث القدر الظاهري ويفصل عن الرئيسي بـ 58 ثانية قوسية